# Maksim Prokopenko
Maksim Prokopenko (ukrainska: Максим Сергійович Прокопенко: Maksym Serhijovytj Prokopenko, azerbajdzjanska: Maksim Prokopenko), född den 23 mars 1984 i 
Olsjanka i Kirovograd oblast Ukrainska SSR i Sovjetunionen (nu Vilsjanka i Kirovohrad oblast i Ukraina), är en ukrainsk och därefter azerbajdzjansk kanotist.
Han representerade födelselandet Ukraina fram till 2008, och bytte 2009 tillsammans med kanottvåa-partnern Serhij Bezuhlyj till landslaget för Azerbajdzjan. Prokopenko tog bland annat VM-silver i C-2 500 meter i samband med sprintvärldsmästerskapen i kanotsport 2011 i Szeged.